# Bernoulli-experiment
In de kansrekening en de statistiek is een bernoulli-experiment of bernoulli-poging een toevalsexperiment met twee mogelijke uitkomsten, meestal aangeduid als "succes" of "mislukking". Een bernoulli-experiment wordt beschreven door een toevalsgrootheid, die de waarden 1 (succes) en 0 (mislukking) kan aannemen. De kansverdeling van zo'n toevalsvariabele is een bernoulli-verdeling.
In een experimentele situatie zal er in veel gevallen sprake zijn van herhalingen van een bernoulli-experiment. Men spreekt echter alleen van bernoulli-pogingen als de herhalingen onderling onafhankelijk zijn en de kans op succes dezelfde is bij iedere poging. Een dergelijke serie bernoullipogingen wordt ook een bernoulliproces genoemd. Hiermee kan men een bernoullisteekproef van een gegeven populatie samenstellen.
De term 'bernoulli-poging' (Bernoullian trial, genoemd naar Jakob Bernoulli) werd voor het eerst in 1937 in het boek Introduction to Mathematical Probability van James Victor Uspensky toegepast.

## Voorbeelden
- Zal het muntstuk landen met kop omhoog?
- Is het pasgeboren kind een meisje?
- Zijn de ogen van iemand groen?
- Is de mug dood nadat er insecticide is gespoten?
- Heeft een potentiële klant besloten mijn product te kopen?
- Heeft een kiezer gestemd voor een bepaalde kandidaat?
- Gaat de werknemer de vakbond steunen?

De termen 'succes' en 'mislukking' zijn dus enkel namen voor de resultaten, en moeten niet letterlijk geïnterpreteerd worden. Voorbeelden van bernoulli-experimenten zijn:
- Opgooien van een muntstuk. In deze context duidt "kop" conventioneel op succes, en "munt" op falen. Een eerlijk muntstuk heeft een kans op succes die per definitie 1/2 bedraagt.
- Werpen met een dobbelsteen, waar bijvoorbeeld zes "succes" kan betekenen, en al de rest "mislukking".
- In een politieke opiniepeiling, een willekeurige kiezer nemen en kijken of hij "ja" zal stemmen in een komend referendum.